# Jacob Maarten van Bemmelen (jurist)
Jacob Maarten van Bemmelen (Den Haag, 20 april 1898 - Dordrecht, 12 januari 1982) was een Nederlands jurist. Hij was als hoogleraar verbonden aan de Universiteit Leiden en het strafrecht, de strafvordering en criminologie behoorde tot zijn leeropdracht.

## Biografie
Jacob Maarten van Bemmelen werd geboren op 20 april 1898 in Den Haag als zoon van de hoogleraar Johan Frans van Bemmelen en Adriana Jacoba Paulus. Hij is vernoemd naar zijn gelijknamige grootvader. In Groningen doorliep hij het gymnasium waarna hij aan de Rijksuniversiteit Groningen begon aan een studie rechten. In 1922 voltooide hij zijn studie. Hij promoveerde het jaar erop bij de hoogleraar strafrecht Jan Simon van der Aa op het proefschrift Van zedelijke verbetering tot reclasseering. Geschiedenis van het Genootschap tot Zedelijke verbetering der Gevangenen 1823-1923. 
Na zijn wetenschappelijke promotie ging hij aan de slag als docent bij de hogereburgerschool maar in 1924 verruilde hij deze functie voor die van advocaat in Rotterdam. In 1928 werd hij benoemd tot substituut-griffier bij de Rechtbank Rotterdam. In 1929 verving hij de aan de Universiteit Leiden verbonden hoogleraar strafrecht en strafvordering Anthony Johannes Blok die ziek geworden was. In 1931 volgde hij hem definitief op. De leeropdracht werd uitgebreid met de criminologie. Hij aanvaardde het ambt met de rede De beteekenis van het strafrecht voor den normalen mensch. In 1931 werd hij redacteur bij het Tijdschrift voor Strafrecht. Verder was hij tweeënhalf jaar redacteur van het Weekblad van het Recht en was hij tot en met 1968 redacteur van het Nederlands Juristenblad. Hij was een van de oprichters van de in 1936 opgerichte Vereeniging voor Militair Recht waarvan hij tevens de eerste voorzitter was. Tevens in 1936 werd zijn werk Strafvordering. Leerboek van het Nederlandsche strafprocesrecht  uitgegeven.
Tijdens de Tweede Wereldoorlog werd hij in 1940 plaatsvervangend president van de krijgsraad in Den Haag. Datzelfde jaar werden alle Joodse hoogleraren aan de universiteit ontslagen. Ook werd er een poging gedaan om de universiteit een nationaalsocialistisch karakter te geven. Van Bemmelen nam daarom in 1942 ontslag. Datzelfde jaar werd een van zijn belangrijkste werken gepubliceerd: Criminologie. Leerboek der misdaadkunde. Later dat jaar werd hij als gijzelaar opgepakt door de bezetters en gevangengezet in St. Michielsgestel. Hij werd in 1943 weer vrijgelaten en dook onder. Toen in 1944 de Binnenlandse Strijdkrachten opgericht werden werd hij onder de naam Van Bolen juridisch adviseur op het hoofdkwartier. 
Na de bevrijding werd hij door het Militair Gezag te Londen aangesteld als hoofd van de politieke opsporingsdienst en als hoofd van de kampen waar politieke gevangenen werden ondergebracht. In 1946 werd zijn werk Auschwitz en de doodstraf gepubliceerd in het Nederlands Juristenblad. Hij bepleitte dat ondanks de gruwelijke daden van de Duitsers het nog steeds legitiem is om een tegenstander van de doodstraf te blijven. Hij stelde dan ook dat fundamentele bezwaren tegen de doodstraf niet opeens van tafel moeten omdat iemand iets weerzinwekkends gedaan heeft. Hij was van mening dat de integriteit van het leven gerespecteerd diende te worden en eenieder die een leven neemt een stukje van de eigen menselijkheid verliest. Mede-redacteur van het NJB Gerard Langemeijer reageerde op dit artikel en stelde vast dat van Bemmelen in zijn artikel steeds een stap in de richting van de stelling doet, als zou aanvaarding van de doodstraf ons voeren op een hellend vlak, aan welks voet Auschwitz ligt, om telkens in de volgende passage die veronderstelling terug te nemen. Hij noemde de argumenten tegen de doodstraf door van Bemmelen relatief, en opportunistisch, en even zo vele redenen om én de bedreiging én de toepassing van de doodstraf tot het uiterste te beperken, maar geen reden om haar altijd en overal te verwerpen. Deze fundamentele bezwaren waren voor van Bemmelen dan ook de reden dat hij nooit zitting heeft willen nemen in enig college van de bijzondere rechtspleging. Van Bemmelen had ook ernstige bezwaren tegen de omstandigheden waarin politieke delinquenten na de oorlog gevangen werden gehouden (rond de 100.000) en pleitte voor de vrijlating van mensen die verdacht werden van lichtere vergrijpen (rond de 40.000). De regering gaf hem gelijk in zijn kritiek maar desondanks zorgde zijn opvattingen voor verzet vanuit de verzetsorganisaties en legde hij zijn functie als hoofd van de politieke opsporingsdienst neer.
Hij vervatte na de oorlog zijn academische carrière en keerde terug naar zijn oude post aan de Universiteit Leiden. Gedurende het collegejaar 1953 – 1954 was hij rector magnificus. Zijn rectorale rede was Universiteit en strafrecht. Hij was een van de auteurs van het in 1953/54 uitgegeven tweedelige Hand- en leerboek van het Nederlandse strafrecht . Uiteindelijk ging hij in 1968 met emeritaat; hij werd opgevolgd als hoogleraar door Fred Melai, die eerder dat jaar bij hem was gepromoveerd op Het gezag van norm en feit in strafzaken.
Van Bemmelen overleed op 12 januari 1982 in Dordrecht.

## Publicaties (selectie)
- Ons strafrecht (1965, meerdelig).
  - Het materiële strafrecht
  - Het formele strafrecht
  - Bijzondere delicten
  - Het penitentiaire recht
  - Wegenverkeerswet
- Ons strafrecht in theorie en praktijk (1959).
- Op de grenzen van het strafrecht (1955, bundeling artikelen uit dagbladen).
- Hand- en leerboek van het Nederlandse strafrecht (1953/54), twee delen, met W.F.C. van Hattum.
- Gedenkt der gevangenen (1954, bundeling artikelen uit dagbladen).
- Auschwitz en de doodstraf gepubliceerd in het Nederlands Juristenblad. (16 maart 1946), nummer 11
- Criminologie. Leerboek der misdaadkunde (1942).
- Strafvordering. Leerboek van het Nederlandsche strafprocesrecht (1936).
- De beteekenis van het strafrecht voor den normalen mensch (1931, oratie).
- Van zedelijke verbetering tot reclasseering. Geschiedenis van het Genootschap tot Zedelijke verbetering der Gevangenen 1823-192 (1923, proefschrift).